# VI Giochi dell'Estremo Oriente
I Giochi dell'Estremo Oriente 1923, sesta edizione della manifestazione, si tennero ad Osaka, Giappone, nel maggio 1923.

## I Giochi

### Sport

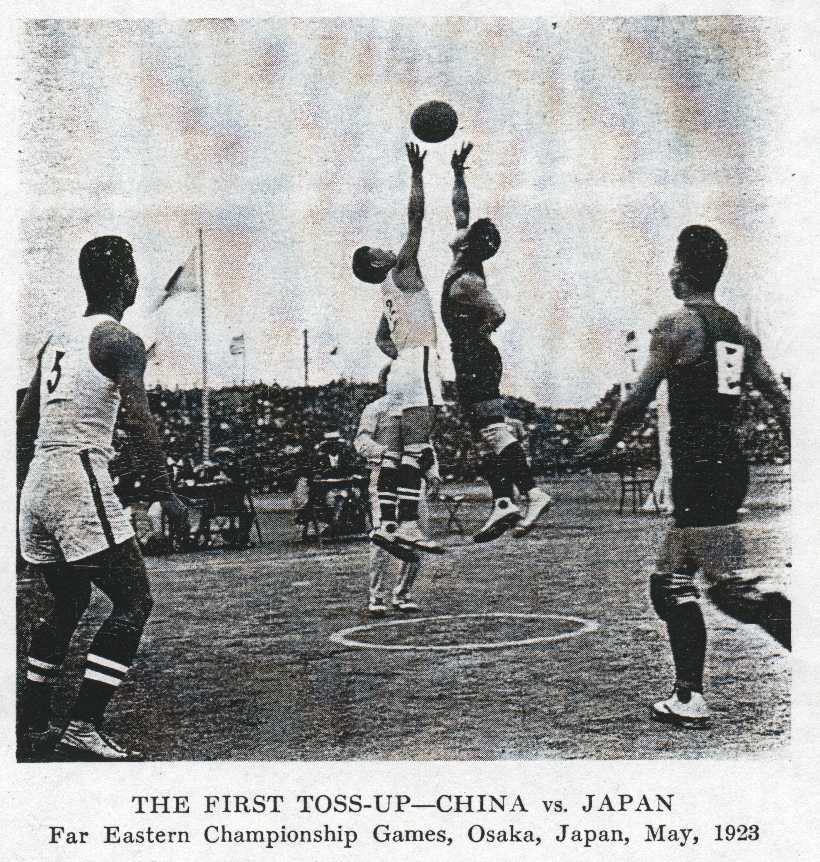
Basket ai giochi del 1923.

- Atletica leggera
- Baseball
- Calcio
- Nuoto
- Pallacanestro
- Pallavolo
- Tennis

## Nazioni partecipanti
- Cina
- Filippine
- Giappone

## Medagliere[1]
| # | Nazione   | Oro | Argento | Bronzo | Totale |
| - | --------- | --- | ------- | ------ | ------ |
| 1 | Giappone  | 4   | ?       | 1+     | ?      |
| 2 | Filippine | 3   | 1+      | ?      | ?      |
| 3 | Cina      | 1   | 1+      | ?      | ?      |